# Kriegsstube

Kriegsstube in Lübeck

 Als Kriegsstube wurde in einigen Reichsstädten die für das Militär und die Bürgerwehr zuständige Behörde bezeichnet. Sie wurde auch als Kriegskanzlei bezeichnet und hatte ihren Sitz im jeweiligen Rathaus. In der Reichsstadt Nürnberg wurde eine Kriegsstube im Jahr 1517 eingerichtet, die in den Jahren 1519 bis 1530 die Feldzüge gegen Hans Thomas von Absberg koordinierte und dokumentierte, die im Jahr 1523 im Fränkischen Krieg gipfelten. Später wurde die Nürnberger Institution in Kriegsamt umbenannt. Auch Lübeck verfügte ab der zweiten Hälfte des 17. Jahrhunderts über eine Kriegsstube. Dort hatten im Lübecker Rathaus zwei Ratsherren, Kriegsherren genannt, die Verantwortung über das lübische Militär inne. Die Lübecker Kriegsstube wurde durch den Luftangriff vom 29. März 1942 zerstört.